# Gamehlen
Gamehlen ist ein Ortsteil der Gemeinde Karwitz in der Samtgemeinde Elbtalaue im Landkreis Lüchow-Dannenberg in Niedersachsen.

## Geographie
Der Ort liegt zwei Kilometer südlich von Karwitz dem Sitz der Gemeinde und der Bundesstraße 191.

## Geschichte
Für das Jahr 1848 wird angegeben, dass Gamehlen als Vorwerk zwei Wohngebäude hatte, in denen 21 Einwohner lebten. Zu der Zeit war der Ort nach Dannenberg eingepfarrt, die Schule befand sich in Prisser.
Am 1. Dezember 1910 hatte Gamehlen als Gutsbezirk im Kreis Dannenberg 26 Einwohner. Am 1. Juli 1972 wurde Gamehlen in die Gemeinde Karwitz eingemeindet.